# دیگو سانچز
دیگو سانچز (انگلیسی: Diego Sanchez؛ زادهٔ ۳۱ دسامبر ۱۹۸۱) ورزشکار هنرهای رزمی ترکیبی اهل ایالات متحده آمریکا است. وی از سال ۲۰۰۲ میلادی تاکنون مشغول فعالیت بوده‌است.